# Fittipaldi F8C
Der Fittipaldi F8C ist ein Formel-1-Rennwagen des mit brasilianischer Lizenz fahrenden Rennstalls Fittipaldi Automotive, der 1981 in der Formel-1-Weltmeisterschaft eingesetzt wurde. Er ist eine Weiterentwicklung des Fittipaldi F8 von 1980, der seinerseits auf Rennwagen von Walter Wolf Racing basierte. Der F8C wurde von Keke Rosberg und Chico Serra gefahren. Vom F8C leitete Fittipaldi für die Saison 1982 den in Details modifizierten F8D ab. 

## Entstehungsgeschichte
Der von Wilson Fittipaldi und seinem Bruder Emerson gegründete Rennstall Copersucar war das erste Formel-1-Team, das mit brasilianischer Rennlizenz fuhr und sein Werk in Brasilien hatte. Ab der Automobil-Weltmeisterschaft 1975 setzte es Autos ein, die von Riccardo Divila konstruiert waren; Fahrer war jeweils Emerson Fittipaldi. Seit 1978 firmierte das Team als Fittipaldi Automotive. Zu dieser Zeit nahm es eine Werkstatt in Großbritannien in Betrieb. In der Saison 1979 trat es mit dem F6 an, den Ralph Bellamy konstruiert hatte. Das Auto war nicht konkurrenzfähig; im Vergleich zum Vorjahr fiel Fittipaldi mit ihm vom siebten auf den zwölften Rang der Konstrukteursmeisterschaft zurück. Im Winter 1979/80 übernahm Fittipaldi die technische Ausrüstung und die Rennwagen des Teams Walter Wolf Racing, das kurz zuvor den Betrieb eingestellt hatte. Dessen 1979er Rennwagen Wolf WR7, WR8 und WR9 wurden zu Beginn der Saison 1980 ohne technische Änderungen als Fittipaldi F7 gemeldet. Sie dienten als Übergangslösung, bis mit dem von Harvey Postlethwaite konstruierten Fittipaldi F8 ein neues Auto einsatzbereit war. Mit dem F7 erzielte Fittipaldi 1980 neun, mit dem F8 zwei weitere Weltmeisterschaftspunkte, sodass das Team am Ende des Jahres den achten Rang der Konstrukteursmeisterschaft belegte.
Ungeachtet dieser Steigerung befand sich das Fittipaldi-Team im Winter 1980/81 in einer wirtschaftlichen Krise, weil der bisherige Sponsor Skol den Vertrag für die Saison 1981 nicht verlängerte. Fittipaldi hatte daraufhin Schwierigkeiten, das Budget für den Bau neuer Autos und für den Rennbetrieb zusammenzubekommen. Zu dieser Zeit verließ auch Harvey Postlethwaite das Team und übernahm eine Funktion bei der Scuderia Ferrari.
Unter dem Eindruck der wirtschaftlichen und organisatorischen Probleme entstand für die Saison 1981 der Fittipaldi F8C, dessen Entwicklung Postlethwaites Nachfolger Gary Thomas leitete. Der F8C war eine Weiterentwicklung des F8 von 1980, den er ersetzte. Er war in der gesamten Saison 1981 das Einsatzfahrzeug des Teams. Im folgenden Jahr gab es ein nochmals überarbeitetes Modell mit der Bezeichnung F8D, das bis zum Juli 1982 an den Start gebracht wurde. Danach erschien der F9, der den F8D ablöste; er war das letzte Autos des Fittipaldi-Teams, das im Herbst 1982 den Rennbetrieb einstellte.

## Modellbeschreibung

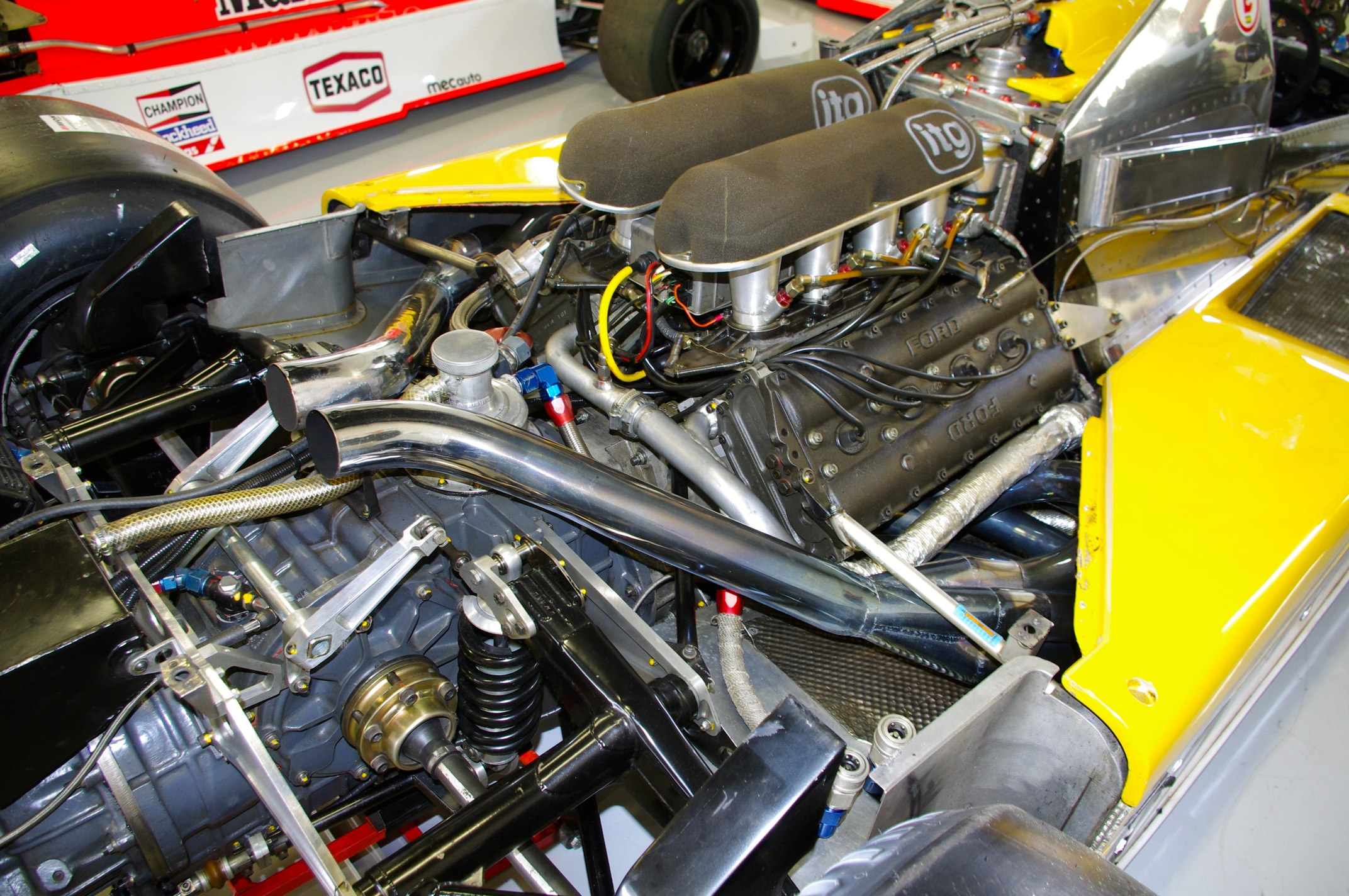
Cosworth DFV V8 im Fittipaldi F8C

Harvey Postlethwaites Fittipaldi F8 galt als „herkömmliches Baukastenauto“ und als „sehr konservative“ Konstruktion. Für den F8C übernahm Gary Thomas die wesentlichen Konstruktionsmerkmale des F8, allerdings war die Überarbeitung so umfangreich, dass zwischen F8 und F8C keine Teile ausgetauscht werden konnten.
Der F8C hat – wie der F8 – ein Monocoque aus Aluminiumsandwichplatten mit Wabenkern, jedoch mit dickeren Blechen, sodass die Verwindungssteifigkeit erhöht wurde. Die Karosserie wurde in Teilen neu gestaltet; insbesondere überarbeitete Thomas die aerodynamischen Eigenschaften. Während der F8 von 1980 eine Stummelnase ohne Frontflüget hat, sind beim F8C an beiden Seiten der Fahrzeugnase Flügelteile montiert. Der Boden und die Seitenkästen sind profiliert, sodass ein Bodeneffekt entsteht. Der Radstand wurde gegenüber dem F8 von 2616 auf 2637 mm verlängert. Die Motorabdeckung verläuft weitgehend waagerecht und fällt zur Hinterachse hin ab. Der Heckflügel ist an einer einzelnen, in der Mitte angeordneten Strebe befestigt. Als Antrieb diente wie beim Vorgängermodell ein 3,0 Liter großer Achtzylinder-V-Motor von Cosworth (Typ DFV). 
Das Gewicht des Autos wurde mit 590 kg angegeben. Damit lag es 5 kg über dem Mindestgewicht.
Die Reifenversorgung war in diesem Jahr ein Problem. Nachdem sich Goodyear im Winter 1980/81 aus der Formel 1 zurückgezogen hatte, starteten alle Teams bei den ersten drei Saisonrennen mit Reifen von Michelin. Zum Großen Preis von San Marino wechselte Fittipaldi als einziges Team für drei Rennen auf Reifen von Avon, um ab dem Großen Preis von Spanien zunächst wieder auf Michelin-Reifen an den Start zu gehen. Zum Großen Preis der Niederlande wechselte Fittipaldi schließlich zu Pirelli und blieb bis zum Saisonende dabei.

## Die einzelnen Chassis
Fittipaldi stellte im Winter 1980/81 zwei neue Chassis vom Typ F8C her (F8C/1 und F8C/2). Einer der beiden 1980 aufgebauten F8 diente darüber hinaus 1981 als Ersatzwagen. Ob dieser F8 auf dem technischen Stand der Saison 1980 blieb oder ob er an die F8C-Spezifikation angepasst wurde, ist nicht eindeutig geklärt.
- Das Chassis F8C/1 wurde 1981 durchgängig von Keke Rosberg gefahren.
- Das Chassis F8C/2 ging nur 1981 an den Start. Es wurde in diesem Jahr regelmäßig von Chico Serra gefahren.[4]

Einen der beiden F8C (Chassis F8C/1) setzte Chico Serra in der Saison 1982 unter der Bezeichnung F8D bei einzelnen Weltmeisterschaftsläufen im Training oder im Rennen ein.
Nach der Auflösung des Fittipaldi-Teams übernahm ein privater Sammler einen F8C und setzte ihn jahrelang im historischen Motorsport ein; das andere Auto ging an ein Museum in Belgien.

## Lackierung und Sponsoren
Nachdem Fittipaldis Sponsor Skol mit Ablauf der Saison 1980 die Unterstützung eingestellt hatte, gab das Team die aus den Vorjahren bekannte gelbe Lackierung auf. Der F8C war beim Auftaktrennen der Saison 1981 im kalifornischen Long Beach komplett weiß lackiert und hatte keine Sponsoraufkleber. Erst nach und nach bekam das Team Geldgeber. Zu ihnen gehörten neben dem japanischen Elektronikunternehmen Pioneer, das allerdings nur bei den Frühjahrsrennen 1981 bei Fittipaldi warb, der Automobilhändler Achilli Motors und ein italienischer Hersteller von Nudelmaschinen. Zeitweise hatten die Wagen blaue und rote Akzentstreifen.

## Renneinsätze
In der Weltmeisterschaft 1981 fuhren Keke Rosberg und Chico Serra für das Fittipaldi-Team. Die Saison war vom „Kampf ums Überleben“ geprägt. Wirtschaftliche Schwierigkeiten wirkten sich auf die Zuverlässigkeit und die Konkurrenzfähigkeit der Autos aus. Vor dem Großen Preis von Österreich spitzte sich die Lage derart zu, dass Fittipaldi nicht genug Geld für die Beschaffung von Cosworth-Motoren hatte; das Team musste das Rennen auf dem Österreichring auslassen.
1981 erzielte Fittipaldi keine Weltmeisterschaftspunkte. Die Saison begann mit Serras siebtem Platz beim Auftaktrennen in Long Beach und Rosbergs neuntem Platz beim Großen Preis von Brasilien. Danach folgten für beide Piloten drei technisch bedingte Ausfälle, und in Monaco verpassten Serra und Rosberg gleichermaßen die Qualifikation, wobei Rosberg nur eine Zehntelsekunde, Serra hingegen mehr als eine Sekunde auf den letzten qualifizierten Fahrer fehlten. In Spanien kamen zum letzten Mal beide Fittipaldi-Fahrer ins Ziel (Serra auf Platz 11, Rosberg auf Platz 12). Das war zugleich Serras letzte Zielankunft in dieser Saison. Beginnend mit dem Großen Preis von Großbritannien, kam es zu einer Serie von sechs aufeinanderfolgenden Nichtqualifikationen, die bis zum letzten Saisonrennen anhielt. Rosberg verpasste zur gleichen Zeit viermal in Folge die Qualifikation, erreichte aber beim letzten Saisonrennen in Las Vegas noch einmal den 20. Startplatz und kam schließlich als Zehnter ins Ziel. 
Mit Ablauf der Saison 1981 endete Rosbergs Engagement bei Fittipaldi. Für die Saison 1982 bot er sich bei Osella an, wurde allerdings vom französischen Sponsor des Teams nicht akzeptiert. Stattdessen erhielt er kurzfristig ein Cockpit bei dem Spitzenteam Williams, mit dem er 1982 die Fahrerweltmeisterschaft gewann.

## Rennergebnisse
| Fahrer     | Nr.  | 1   | 2   | 3   | 4   | 5   | 6   | 7  | 8   | 9   | 10  | 11 | 12  | 13  | 14  | 15  | Punkte | Rang |
| ---------- | ---- | --- | --- | --- | --- | --- | --- | -- | --- | --- | --- | -- | --- | --- | --- | --- | ------ | ---- |
| 1981       | 1981 |     |     |     |     |     |     |    |     |     |     |    |     |     |     |     | 0      | 15   |
| K. Rosberg | 20   | DNF | 9   | DNF | DNF | DNF | DNQ | 12 | DNF | DNF | DNQ |    | DNQ | DNQ | DNQ | 10  | 0      | 15   |
| C. Serra   | 21   | 7   | DNF | DNF | DNQ | DNF | DNQ | 11 | DNS | DNQ | DNQ |    | DNQ | DNQ | DNQ | DNQ | 0      | 15   |